# Порай-Кошиц, Павел Алексеевич
Павел Алексеевич Порай-Кошиц (1863—1904) — русский певец (тенор) и вокальный педагог.

## Биография
Родился 14 декабря (26 декабря по новому стилю) 1863 года в селе Ромашки Киевской губернии.
Первоначальное образование получил в Киевской духовной семинарии. В 1880-х годах Павел пел в Нижегородской капелле купца-миллионера В. М. Рукавишникова. В 1886 году обучался пению в Московской консерватории у педагога Ф. П. Комиссаржевского. После этого три года совершенствовался в Милане. В 1886—1889 годах пел в оперных театрах Италии, а также в Греции, Каталонии, Северной и Южной Америке.
С 1889 года Павел Порай-Кошиц выступал в России — в Тифлисе, Баку и Киеве. В 1893—1903 годах был солистом московского Большого театра. В 1894 году гастролировал вместе с С. Трезвинским в Нижнем Новгороде.
В конце 1890-х годов Порай-Кошиц сорвал голос, в 1904 году был уволен из Большого театра и некоторое время преподавал. Покончил жизнь самоубийством 2 марта (15 марта по новому стилю) 1904 года в Москве. Похоронен на Ваганьковском кладбище (11 уч.).
Леонид Собинов организовал два концерта в память певца, в которых участвовали Е. Азерская, П. Оленин, В. Севастьянов, Д. Южин.
Дочь Павла Алексеевича Нина (1892—1965) — артистка оперы (лирико-драматическое сопрано), концертная певица и вокальный педагог.